# Швидкісна залізниця

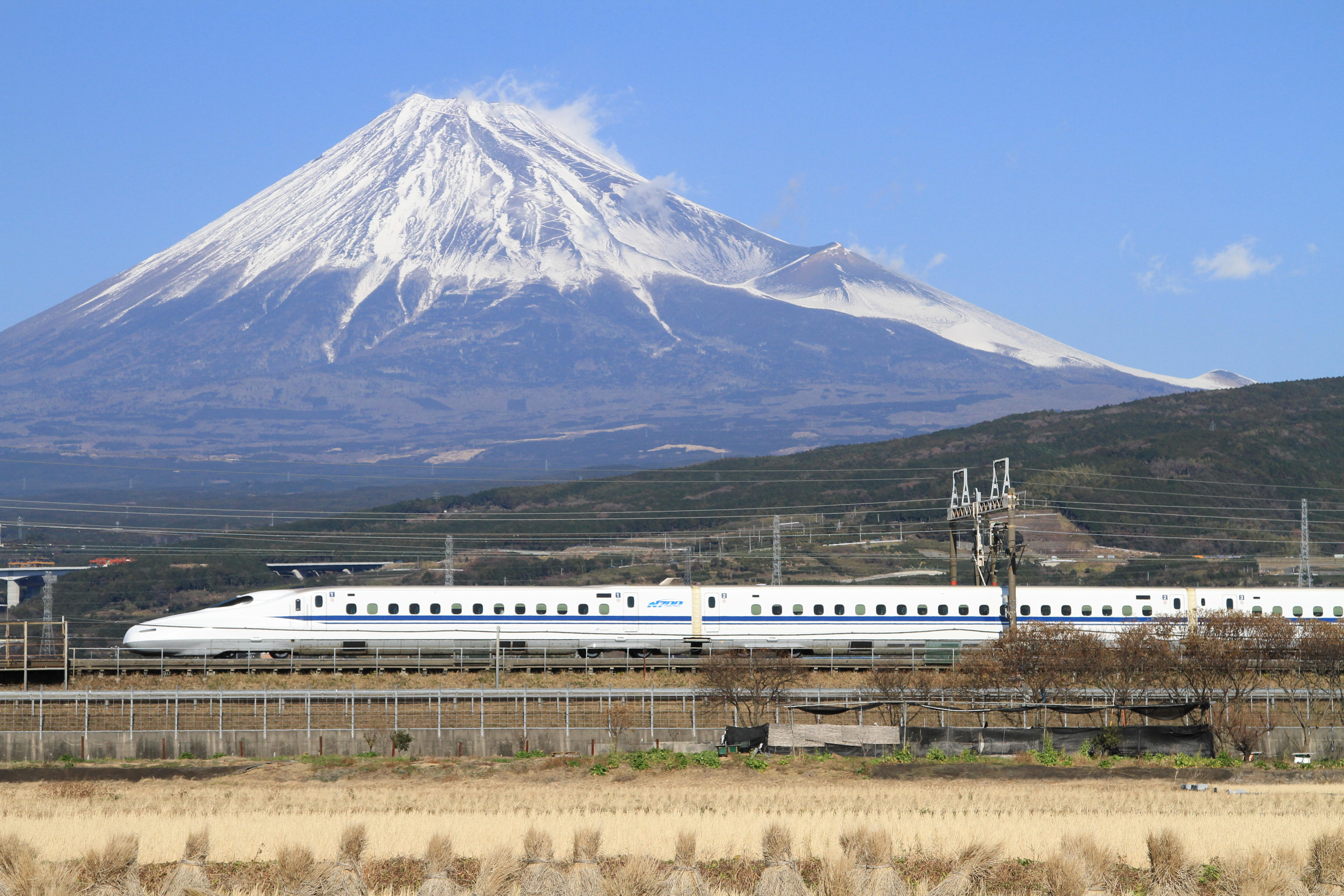
Високошвидкісна лінія Токайдо Сінкансен в Японії на фоні гори Фудзі. Токайдо Сінкансен, з’єднує міста Токіо та Осаку, була першою у світі високошвидкісною залізничною лінією.

Шви́дкісна залізни́ця — спеціально обладнана система пасажирського швидкісного залізничного сполучення. Інша назва — Високошвидкісний наземний транспорт (ВШНТ).

## Швидкісна залізниця у світі
Перша гілка була збудована у Франції в 1981 році компанією GEC-Alsthom та Національною компанією французьких залізниць SNCF між Парижем та Ліоном (TGV). Крім Франції швидкісне залізничне сполучення існує у Іспанії; Кореї (KTX); США (Acela Express); Німеччині (ICE); Бельгії та Нідерландах (Thalys); Італії (TAV); Китаї; Японії.
Вперше регулярний рух високошвидкісних поїздів почався 1964 року в Японії за проектом Сінкансен. У 1981 поїзди ВШНТ стали курсувати і у Франції, а незабаром велика частина західної Європи, включаючи навіть острівну Велику Британію, виявилася об'єднана в єдину високошвидкісну залізничну мережу. На початку XXI століття світовим лідером в мережі високошвидкісних ліній, а також експлуатантом першого регулярного високошвидкісного потяга системи Маглев став Китай (Шанхайський маглев).

## Високошвидкісний наземний транспорт по країнах

Високошвидкісні магістралі Європи   320-350 км/год   270-300 км/год   250 км/год   200-230 км/год    <200 км/год
Високошвидкісні магістралі Азії   320-350 км/год    300 км/год    250-280 км/год    200-230 км/год    <200 км/год

## в Україні
В Україні робляться перші спроби створити ШЗС. Йдеться про швидкісні лінії Інтерсіті+:
- Київ — Харків
- Київ — Дніпро — Запоріжжя
- Київ — Львів
- Київ — Одеса
- Київ — Хмельницький
- Київ — Дніпро — Покровськ
- Київ — Костянтинівка

Лінії ШЗС Інтерсіті:
- Київ — Суми
- Київ — Тернопіль
- Київ — Полтава — Кременчук
- Київ — Хмельницький
- Київ — Миколаїв — Херсон (з червня 2016 року)
- Київ — Івано-Франківськ (з 17 січня 2017 року)[1]
- Ковель — Тернопіль

Через неякісну колію швидкість цих потягів не перевищує 140 км на годину проти 320 км на годину у TGV.